# Angelo Besozzi
Angelo Besozzi (Torino, 6 marzo 1891 – Roma, 13 maggio 1974) è stato un calciatore e dirigente sportivo italiano, di ruolo attaccante.

## Carriera

### Calciatore
Angelo Besozzi fu un giocatore della Juventus. Fece il suo esordio contro il Torino nel Derby della Mole il 10 gennaio 1909 in una sconfitta per 1-0, mentre la sua ultima partita fu il 19 aprile 1914 contro l'Vicenza in una sconfitta per 2-1. In sei stagioni bianconere collezionò 42 presenze e 5 reti.

### Dirigente sportivo
Al termine della Grande Guerra entra a far parte dei ranghi dirigenziali della Juventus.

## Statistiche

### Presenze e reti nei club
| Stagione        | Club            | Campionato      | Campionato | Campionato |
| Stagione        | Club            | Comp            | Pres       | Reti       |
| --------------- | --------------- | --------------- | ---------- | ---------- |
| 1909            | Juventus        | Prima categoria | 3          | 0          |
| 1909-1910       | Juventus        | Prima categoria | 4          | 0          |
| 1910-1911       | Juventus        | Prima categoria | 11         | 2          |
| 1911-1912       | Juventus        | Prima categoria | 15         | 3          |
| 1912-1913       | Juventus        | Prima categoria | 7          | 0          |
| 1913-1914       | Juventus        | Prima categoria | 2          | 0          |
| Totale Juventus | Totale Juventus |                 | 42         | 5          |
| Totale carriera | Totale carriera |                 | 42         | 5          |